# Gulf Intracoastal Waterway
Il Gulf Intracoastal Waterway è una parte dell'Intracoastal Waterway situata nel sud degli Stati Uniti lungo il Golfo del Messico. Esso consiste in un insieme di canali navigabili che collegano i fiumi che sfociano nel Golfo del Messico. Lungo 1700 km, esso collega Brownsville, in Texas, a Carrabelle, in Florida.

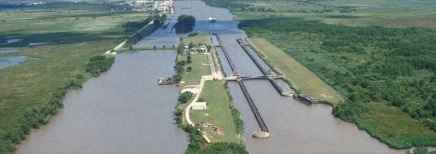
Il Gulf Intracoastal Waterway in Louisiana

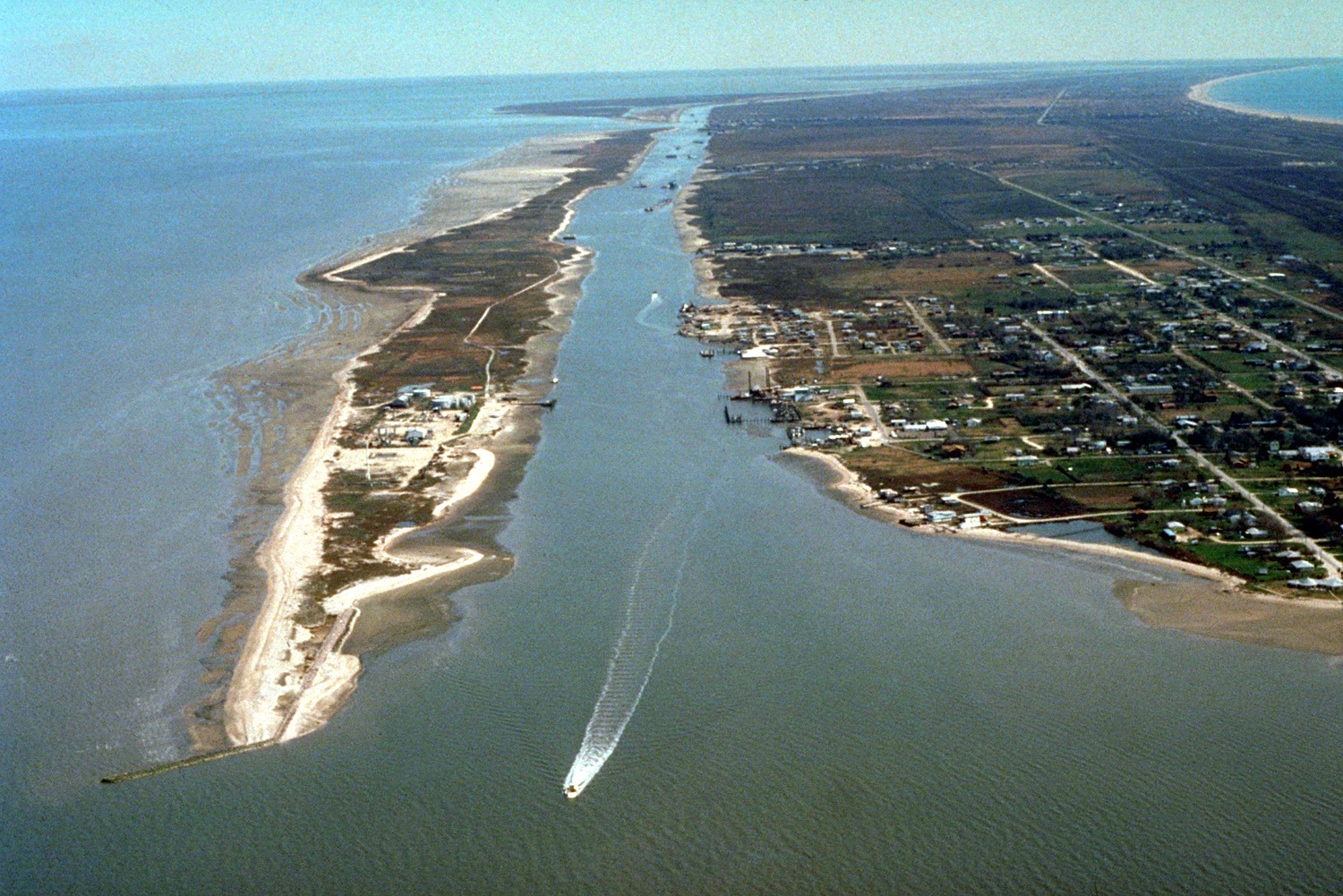
Il Gulf Intracoastal Waterway in Texas